# João Pedro de Jesus
João Pedro Junqueira de Jesus (Ribeirão Preto, 2001. szeptember 26. –) brazil válogatott labdarúgó, csatár. A Premier League-ben szereplő Chelsea játékosa.

## Pályafutása

### Chelsea
2025. július 2-án nyolc évre szoló szerződést kötött a londoni klubbal. Egyes információk szerint 63,70 millió euró volt a játékjoga.[forrás?]
Három nappal később mutatkozott be a Palmeiras ellen a 2025-ös FIFA-klubvilágbajnokságon. A 3–0–ás győztes mérkőzés 54. percében lépett pályára, Liam Delapot váltva. A következő mérkőzésén a nevelő együttese, a Fluminense ellen lépett pályára kezdőként. A 2–0–ra végződő elődöntőn mind a két gólt ő szerzete, a 18. és az 56. percben, amellyel továbbjutottak a klubvilágbajnokság döntőjébe.[forrás?]

## Statisztika
2025. július 9-i állapot szerint
| Klub                   | Szezon           | Bajnokság        | Bajnokság | Bajnokság | Állami bajnokság | Állami bajnokság | Kupa  | Kupa  | Ligakupa | Ligakupa | Nemzetközi kupa | Nemzetközi kupa | Egyéb | Egyéb | Összes | Összes |
| Klub                   | Szezon           | Liga             | Mérk.     | Gólok     | Mérk.            | Gólok            | Mérk. | Gólok | Mérk.    | Gólok    | Mérk.           | Gólok           | Mérk. | Gólok | Mérk.  | Gólok  |
| ---------------------- | ---------------- | ---------------- | --------- | --------- | ---------------- | ---------------- | ----- | ----- | -------- | -------- | --------------- | --------------- | ----- | ----- | ------ | ------ |
| Fluminense             | 2019             | Série A          | 24        | 4         | 4                | 1                | 4     | 2     | —        | —        | 4               | 3               | —     | —     | 36     | 10     |
| Fluminense             | Összesen         | Összesen         | 24        | 4         | 4                | 1                | 4     | 2     | —        | —        | 4               | 3               | —     | —     | 36     | 10     |
| Watford                | 2019–2020        | Premier League   | 3         | 0         | —                | —                | 2     | 0     | —        | —        | —               | —               | —     | —     | 5      | 0      |
| Watford                | 2020–2021        | Championship     | 38        | 9         | —                | —                | 1     | 0     | 1        | 0        | —               | —               | —     | —     | 40     | 9      |
| Watford                | 2021–2022        | Premier League   | 28        | 3         | —                | —                | 1     | 1     | —        | —        | —               | —               | —     | —     | 29     | 4      |
| Watford                | 2022–2023        | Championship     | 35        | 11        | —                | —                | —     | —     | —        | —        | —               | —               | —     | —     | 35     | 11     |
| Watford                | Összesen         | Összesen         | 104       | 23        | —                | —                | 4     | 1     | 1        | 0        | —               | —               | —     | —     | 109    | 24     |
| Brighton & Hove Albion | 2023–2024        | Premier League   | 31        | 9         | —                | —                | 2     | 5     | 1        | 0        | 6               | 6               | —     | —     | 40     | 20     |
| Brighton & Hove Albion | 2024–2025        | Premier League   | 27        | 10        | —                | —                | 3     | 0     | —        | —        | —               | —               | —     | —     | 30     | 10     |
| Brighton & Hove Albion | Összesen         | Összesen         | 58        | 19        | —                | —                | 5     | 5     | 1        | 0        | 6               | 6               | —     | —     | 70     | 30     |
| Chelsea                | 2024–2025        | —                | —         | —         | —                | —                | —     | —     | —        | —        | —               | —               | 2     | 2     | 2      | 2      |
| Chelsea                | 2025–2026        | Premier League   | 0         | 0         | —                | —                | 0     | 0     | 0        | 0        | 0               | 0               | —     | —     | 0      | 0      |
| Chelsea                | Összesen         | Összesen         | 0         | 0         | —                | —                | 0     | 0     | 0        | 0        | 0               | 0               | 2     | 2     | 2      | 2      |
| Karrier összesen       | Karrier összesen | Karrier összesen | 186       | 46        | 4                | 1                | 13    | 8     | 2        | 0        | 10              | 9               | 2     | 2     | 217    | 66     |

1. ↑  Mérkőzései a Copa Sudamericana-ban
2. ↑  Mérkőzései az Európa-ligában
3. ↑  Mérkőzései a klubvilágbajnokságon

### A válogatottban
2025. július 9-i állapot szerint
| Brazília | Brazília | Brazília |
| Év       | Mérk.    | Gólok    |
| -------- | -------- | -------- |
| 2023     | 1        | 0        |
| 2024     | 1        | 0        |
| 2025     | 1        | 0        |
| Összesen | 3        | 0        |

## További információ
- João Pedro de Jesus adatlapja a Transfermarkt oldalon (angolul)
- João Pedro de Jesus adatlapja a Soccerway oldalon (angolul)